# Анджей Гурка (каштелян)

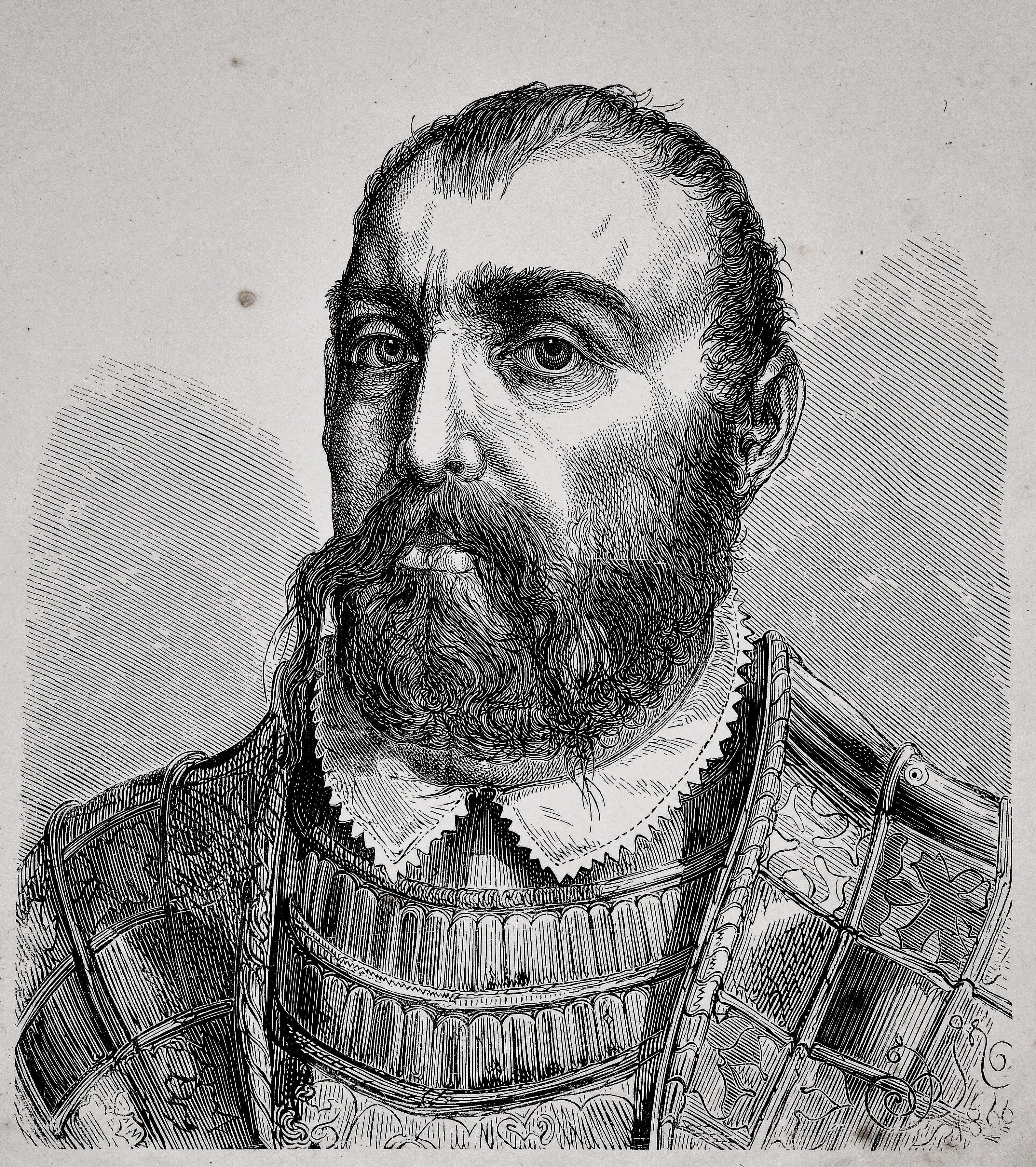

Анджей Гурка (пол. Andrzej Górka; бл. 1534–1583) — польський шляхтич, урядник Королівства Польського. Батько — староста генеральний великопольський Анджей Гурка. Мати — дружина батька Барбара Курозвенцька (пом. 1545). Мав старшого брата Лукаша (шлюбний чоловік Гальшки Острозької), молодшого Станіслава. Посади: каштелян мендзижецький, староста буський, яворівський, валецький, гнезненський, косцянський, кольський, чоловік Барбари Гербурт (†1579).